# Oakwood Theme Park
Oakwood Theme Park (anciennement Oakwood Leisure Park puis Oakwood Coaster Country) est un ancien parc à thèmes gallois situé à Canaston Bridge, à Narberth dans le Pembrokeshire.

## Histoire
Les propriétaires du parc, la famille McNamara, possédaient le terrain qui n'était en 1986 qu'un champ. Lorsqu'ils se lancent dans la création de leur parc, ils veillent à ne pas dénaturer le paysage en préservant les chênes de la région. Ils ne suppriment pas les arbres présents, au contraire, ils les utilisent pour penser l'aménagement du parc. Le nom du parc vient de cette anecdote (Oak) Chêne - (Wood) Bois. Le parc ouvre en 1987.
En mars 2008, le parc est racheté par le groupe Aspro-Ocio,.
En 2013, le parc inaugure une nouvelle zone thématique familiale proposant sept attractions dont un circuit de bûches ainsi qu'un restaurant. Au moins trois attractions proviennent du parc Camelot Theme Park récemment fermé : un circuit de montagnes russes junior E-Powered, un parcours de bûches au thème pirate et un mini bateau à bascule. Ceci représente un investissement de 4 millions de livres sterling, c'est-à-dire le plus grand investissement depuis plus de dix ans,.
Le 4 mars 2025, le groupe Aspro Parks, propriétaire du parc, annonce sa fermeture immédiate,. 

## Le parc d'attractions
Voici un aperçu des principales attractions.

### Lesmontagnes russes
| Nom                       | Type                              | Constructeur                  | Année |
| ------------------------- | --------------------------------- | ----------------------------- | ----- |
| Crocodile Coaster         | Montagnes russes junior E-Powered |                               | 2013  |
| Flight of the Giant Peach | Montagnes russes en acier         | Pinfari                       | 2017  |
| Megafobia                 | Montagnes russes en bois          | Custom Coasters International | 1996  |
| Speed: No Limits          | Euro-Fighter                      | Gerstlauer                    | 2006  |
| Treetops Rollercoaster'   | Montagnes russes junior           | Zierer                        | 1989  |

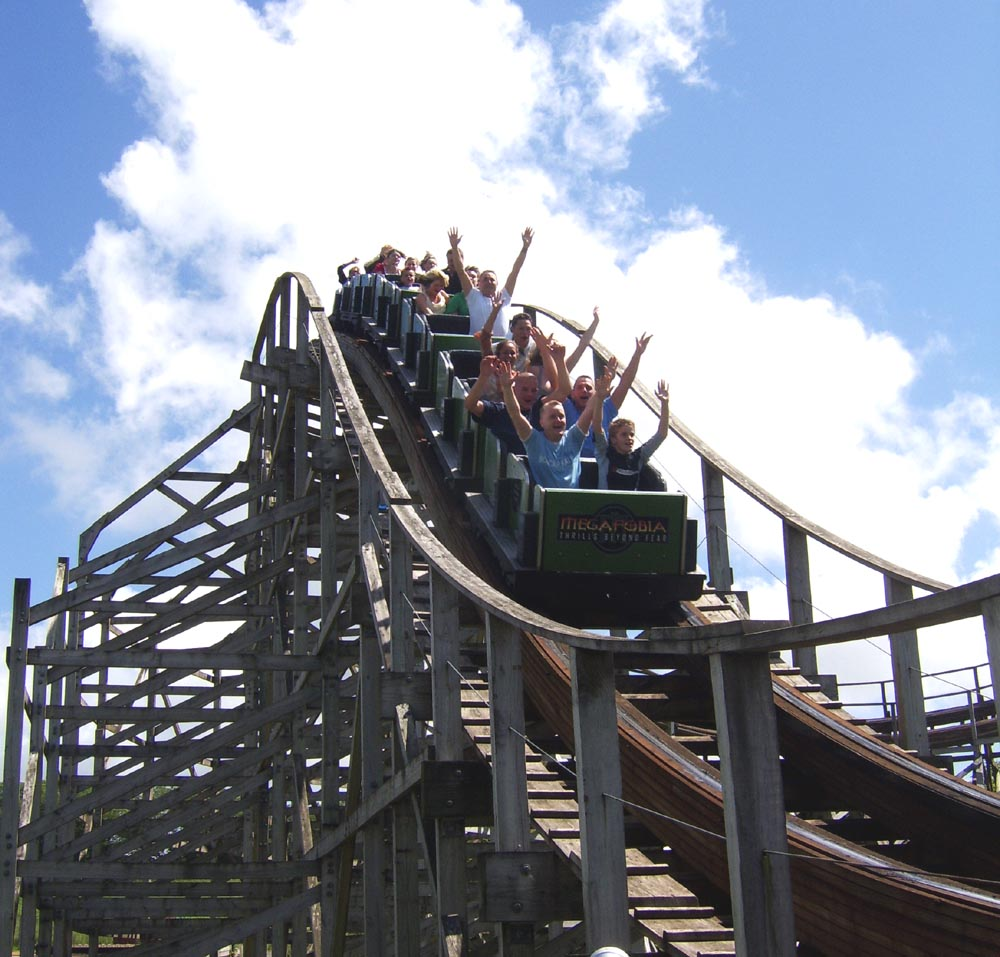
Megafobia
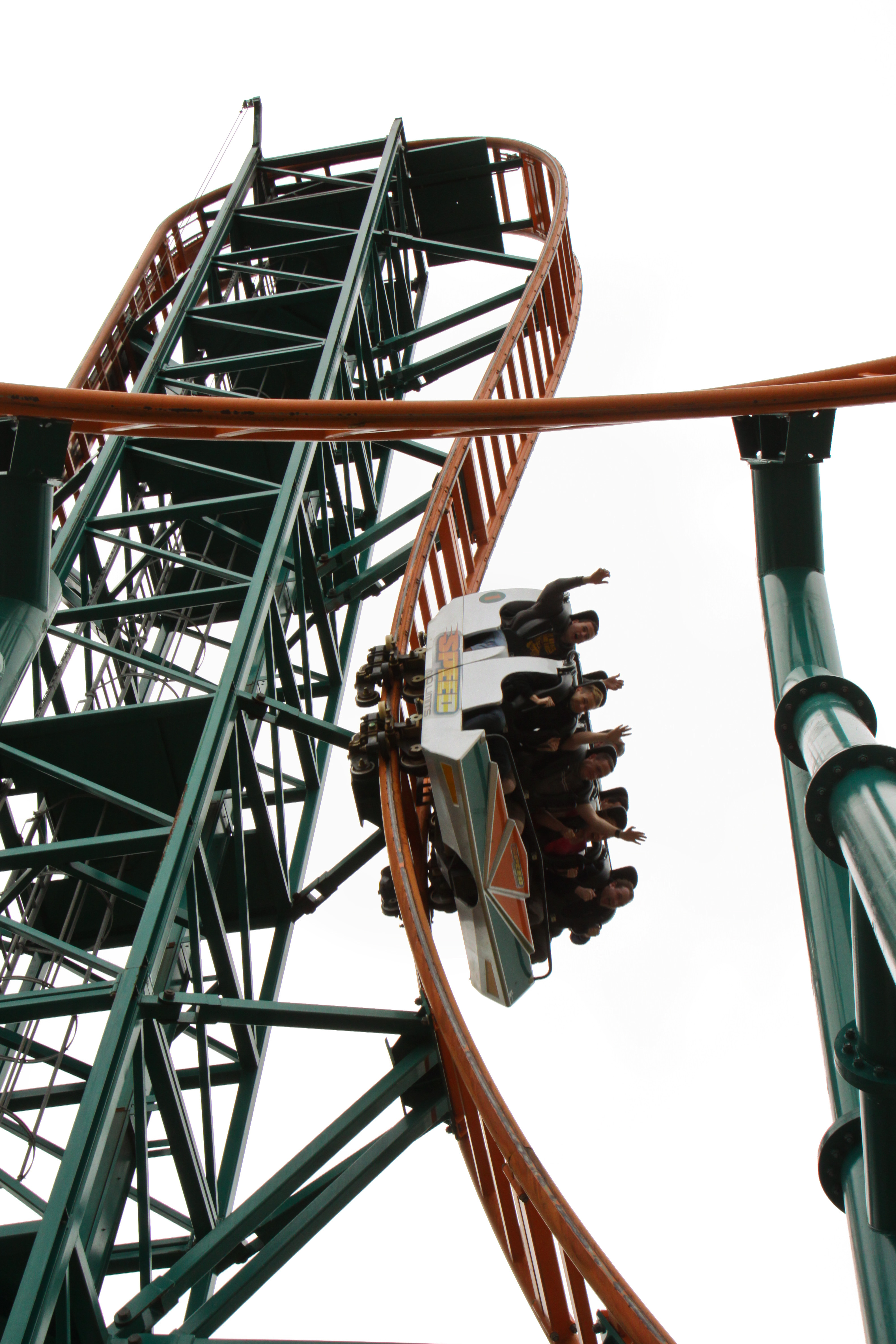
Speed: No Limits

### Les attractions aquatiques

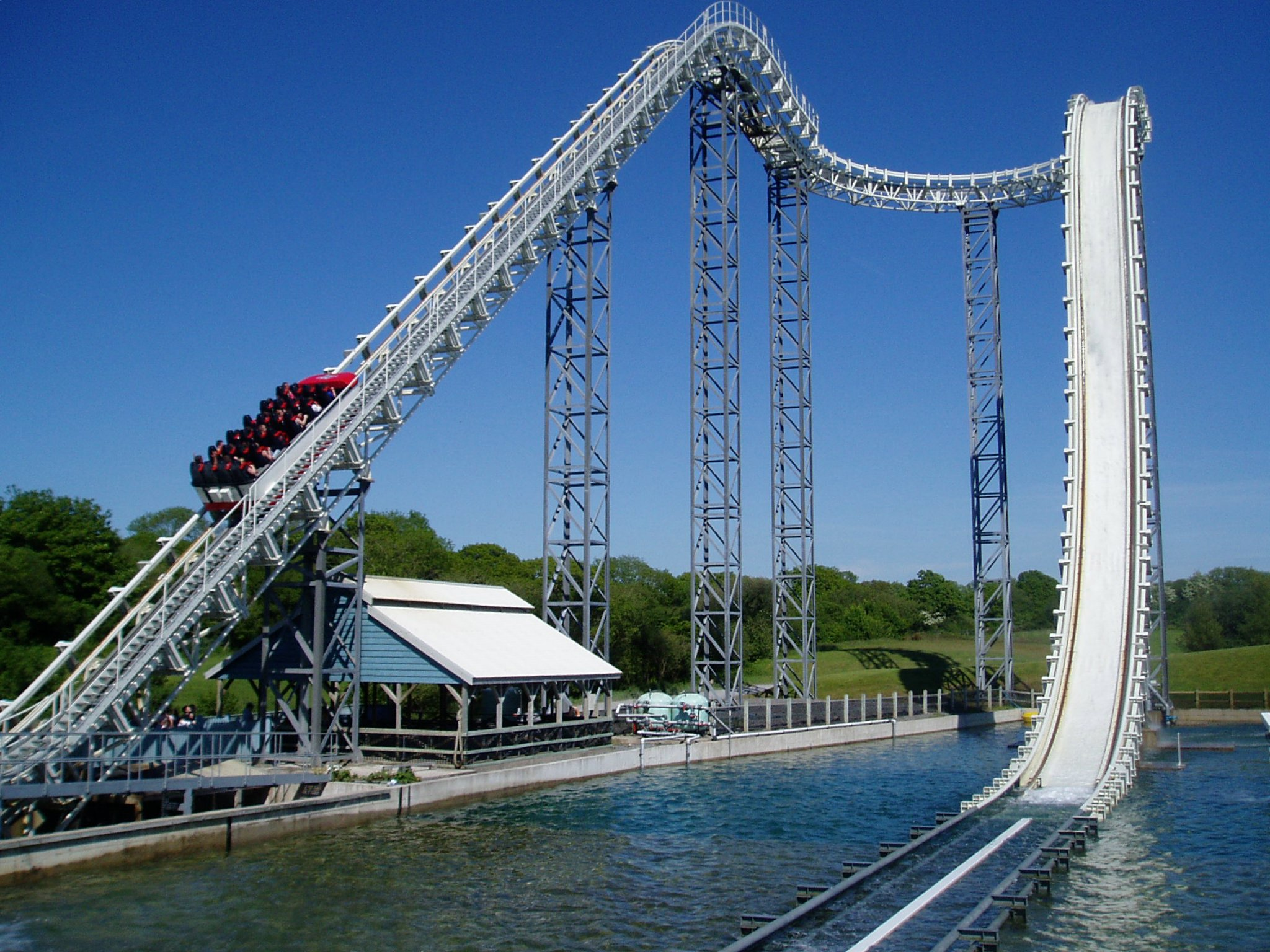
Drenched

| Nom                           | Type               | Constructeur     | Année |
| ----------------------------- | ------------------ | ---------------- | ----- |
| Drenched (anciennement Hydro) | Shoot the Chute    | Intamin          | 2002  |
| Skull Rock                    | Bûches             | Mimafab          | 2013  |
| Snake River Falls             | Toboggan aquatique | White Water West | 1994  |
| Waterfall Ride                | Toboggan aquatique | Van Egdom        |       |

### Parcours scéniques
| Nom                  | Type              | Année     | Infos                         |
| -------------------- | ----------------- | --------- | ----------------------------- |
| Brer Rabbit's Burrow | Parcours scénique | 2001-2013 |                               |
| Spooy 3D             | Parcours scénique | 2000      | Voodoo Mansion de 2000 à 2002 |

### Autres
| Nom             | Type             | Constructeur | Année     |
| --------------- | ---------------- | ------------ | --------- |
| Bobsleigh       | Luge d'été       | Wiegand      | 1986      |
| The Pirate Ship | bateau à bascule | Huss Rides   | 1991      |
| Plane Crazy     | Flying Scooters  | Larson       | 2004      |
| The Bounce      | Shot'N drop      | Huss Rides   | 1999-2016 |
| Vertigo'        | Skycoaster       | SkyCoaster   | 1997      |